# Задњи голењачин мишић
Задњи голењачин мишић је најцентричнији од свих мишића ноге, који се налази у дубоком задњем делу потколенице. Он је кључни стабилизирајући мишић потколенице. 

## Галерија
- Muscles of the back of the leg. Deep layer.
- The popliteal, posterior tibial, and peroneal arteries.
- Muscles of the back of the leg. Deep layer.
- Muscles of the back of the leg. Deep layer.
- Muscles of the leg. Posterior view.
- Muscles of the sole of the foot.
- Dorsum of foot. Ankle joint. Deep dissection
- Dorsum of foot. Ankle joint. Deep dissection.
- Ankle joint. Deep dissection. Medial view